# Joseph Wohlfart
Joseph (Jos) Wohlfart (ur. 5 czerwca 1920 w Helmdange, zm. 5 lipca 2000 tamże) – luksemburski polityk i samorządowiec, w latach 1974–1979 minister, wieloletni poseł do Izby Deputowanych i Parlamentu Europejskiego.

## Życiorys
Podczas drugiej wojny światowej przymusowo wcielony do Wehrmachtu, został wiceszefem organizacji Ons Jongen zrzeszającej takich rekrutów. W 1948 zaangażował się w działalność polityczną w ramach Luksemburskiej Socjalistycznej Partii Robotniczej. Od 1950 przez ponad 20 lat zasiadał w radzie miejskiej Lorentzweiler, w tym w latach 1961–1974 jako burmistrz. W latach 1954–1974 i 1979–1984 zasiadał w Izbie Deputowanych, a od 1964 do 1979 w Parlamencie Europejskim; należał też do rady doradczej krajów Beneluksu. W rządzie Gastona Thorna zajmował stanowiska ministra spraw wewnętrznych (1974–1979) i sprawiedliwości (1976–1979).
W kolejnych latach kierował organizacjami UCCRE (zrzeszającą regiony stołeczne państw UE) i Aktioun Ëffentlechen Transport (zajmującej się sprawami transportu). W 1988 powrócił do Europarlamentu w miejsce zmarłej Lydie Schmit. Został wiceprzewodniczącym frakcji socjalistycznej i Delegacji ds. stosunków z ZSRR. Od 1991 do 1997 był szefem AMIPERAS, organizacji wspierającej integrację emerytów i rencistów.

## Życie prywatne
Ojciec polityka Georgesa i karykaturzysty Rogera.